# بنك بوبولاري
بنك بوبولاري هي مجموعة مصرفية تعاونية، الأكبر في إيطاليا، حتى 1 يناير 2017. تميزت بجذورها المحلية القوية، حيث يعمل بها 18230 موظفًا، وأكثر من 3 ملايين عميل وحوالي 1800 فرع في جميع أنحاء إيطاليا.
احتل البنك المرتبة الرابعة من حيث إجمالي الأصول (بين الأفراد والبنوك التجارية)، باستخدام بيانات عام 2015.
في 1 يناير 2017، اختفى اسم بنك بوبولاري بعد اندماجه مع بانكا بوبولاري دي ميلانو، حيث أدى هذا الاندماج إلى إنشاء كيان مصرفي جديد يُعرف باسم بانكو بي بي إم (Banco BPM). بعد هذا التحول، أصبح بانكو بي بي إم ثالث أكبر بنك في إيطاليا من حيث إجمالي الأصول، بعد إنتيسا سان باولو ويونيكريديتو.